# Поморийски полуостров
Поморийският полуостров е полуостров в Черно море, североизточната оградна част на Бургаския залив.
Дължината му е 3 km, а широчината – 1 km. Намира се на 6 – 7 m н.в. Със сушата се свързва чрез томболо. Източният му бряг е покрит с черни пясъци, които представляват разсипно желязно-титаново находище, западният и южният бряг са скалисти и ниски. На север е разположено Поморийското езеро. На Поморийския полуостров се намира град Поморие.